# Richard Sykes

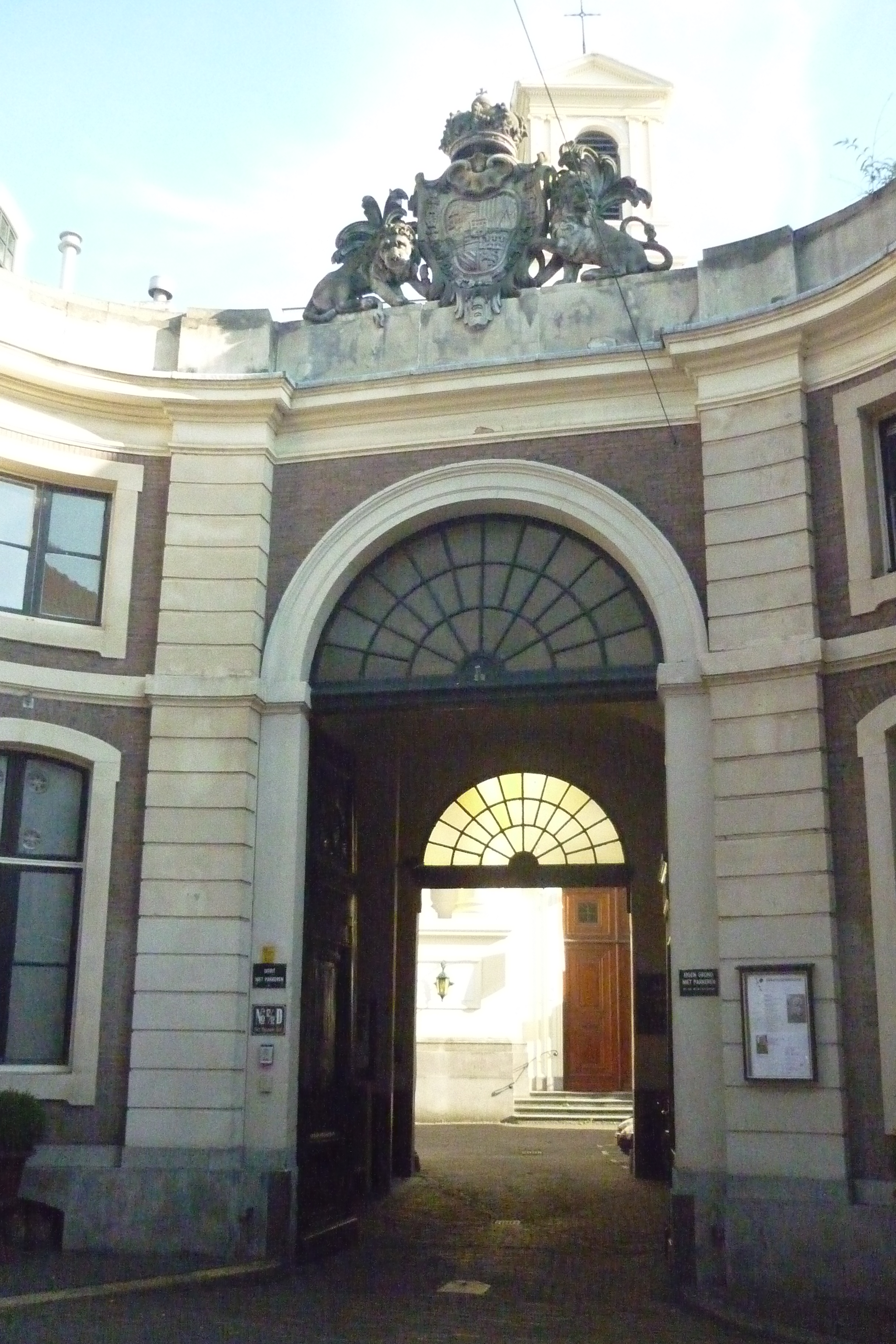
De plek waar de aanslag op Richard Sykes plaatsvond. Links in de poort is de deur waaruit ambassadeur Sykes naar buiten kwam, om in zijn gereedstaande auto te stappen. De negentienjarige Nederlandse bediende Karel Straub, die het autoportier voor hem open hield, werd eveneens neergeschoten.

Richard Adam Sykes (Hounslow, Verenigd Koninkrijk, 8 mei 1920 - Den Haag, 22 maart 1979) was een Britse diplomaat, die in 1979 op het Westeinde in Den Haag werd vermoord tijdens een terroristische aanslag. 

## Biografie

### Jeugd
Richard Sykes, zoon van brigadegeneraal Arthur Clifton "Bill" Sykes, werd geboren in Osterley, een wijk in Hounslow, een borough in het westen van de metropool Groot-Londen. Hij volgde onderwijs aan het Wellington College, een privékostschool in Berkshire, waarna hij studeerde aan het Christ Church College van de Universiteit van Oxford.

### Tweede Wereldoorlog
Als verbindingsofficier in het Britse leger was Sykes in september 1944 tijdens Operatie Market Garden onder meer betrokken bij gevechten in Elst. In de winter van 1944-1945 raakte hij in Duitsland gewond door een mortiergranaat. Voor zijn verdiensten tijdens de Tweede Wereldoorlog ontving Richard Sykes in 1945 het Military Cross. Van de Franse regering ontving hij dat zelfde jaar het Croix de guerre voor zijn oorlogsverdiensten.

### Loopbaan
Na de oorlog was Sykes voor het Verenigd Koninkrijk in de diplomatieke dienst werkzaam in China, België, Chili, Griekenland, Cuba en de Verenigde Staten. In 1976 leidde hij het onderzoek inzake de moordaanslag op de Britse ambassadeur in Ierland, Christopher Ewart-Biggs, die had plaatsgevonden op 21 juli 1976. Later dat jaar werd sir Richard Sykes door de Britse koningin begunstigd met adeldom, door de verlening van de rang van ridder-commandeur in de Orde van Sint-Michaël en Sint-George (K.C.M.G.) In juni 1977 werd hij benoemd als Brits ambassadeur in Nederland, als opvolger van Sir Ernest John Ward Barnes.

### Aanslag op Sykes
Op 22 maart 1979 werden om 9.00 uur 's ochtends de 58-jarige ambassadeur Sykes en zijn 19-jarige bediende Karel Straub tijdens een terroristische aanslag doodgeschoten op het terrein van zijn ambtswoning Het Spaansche Hof, aan het Westeinde in Den Haag. De ambassadeur genoot geen bijzondere bescherming en reisde dagelijks volgens een vast patroon naar zijn werk, zonder lijfwacht en in een ongepantserde auto. Twee mannen, vermoedelijk leden van het illegale Provisional Irish Republican Army, wachtten de ambassadeur op toen hij in het poortgebouw zijn Rolls-Royce Silver Shadow wilde instappen, om naar de Britse ambassade aan het Lange Voorhout te worden gebracht. Vanaf het Westeinde, net buiten de poort, losten de twee mannen acht schoten. Richard Sykes werd geraakt door vier kogels, waarvan een in zijn hoofd, terwijl Karel Straub door twee kogels in zijn hoofd werd getroffen. De secretaresse van de ambassadeur, Alyson Bailes, zat al in de auto, maar werd niet getroffen. Nadat de schoten waren gelost trok chauffeur Jack Wilson de ambassadeur in de auto, waarna hij met hoge snelheid naar het Westeinde Ziekenhuis reed, onder begeleiding van politieagenten die waren toegesneld vanuit het nabijgelegen politiebureau in de Jan Hendrikstraat. De terroristen waren toen al weggevlucht. Karel Straub bleef achter op het trottoir, totdat een ambulance hem naar het ziekenhuis kon vervoeren. Twee uur na aankomst in het ziekenhuis overleden Sykes en Straub op slechts enkele minuten verschil van elkaar. Aanvankelijk rees het vermoeden dat de moordaanslag op Sykes iets te maken had met de aanslag die een dag later plaatsvond in Ukkel bij Brussel. Daarbij kwam de Belg André Michaux om het leven, maar er werd vermoed dat zijn overbuurman John Killick, de Britse ambassadeur bij de NAVO, het eigenlijke doel was geweest, dan wel diens andere buurman Paul Holmer, de tweede man van de Britse ambassade bij de NAVO. Holmer had een sterke uiterlijke gelijkenis met Michaux. Tijdens forensisch onderzoek bleek echter uit ballistieke gegevens dat het om andere vuurwapens ging, waarna de Nederlandse politie ervan uitging dat de zaken van elkaar losstonden. Voor de aanslag in Den Haag werd nooit door een terroristische organisatie officieel de verantwoordelijkheid opgeëist. Desalniettemin gingen de Nederlandse en de Britse overheid ervan uit dat de Provisional Irish Republican Army de verantwoordelijke was. De politie is nooit achter de identiteit van de daders gekomen; de twee schutters en de chauffeur van de vluchtauto.
In Engeland heerste verbazing dat Sykes, die bekend stond als een deskundige op het gebied van diplomatieke beveiliging, voor zijn eigen beveiliging nauwelijks maatregelen had getroffen. Richard Sykes werd op 26 maart 1979, na een besloten dienst in de Anglican Church of St. John and St. Philip in Den Haag, gecremeerd in Crematorium Ockenburgh. Karel Straub werd een dag later begraven op de Haagse Begraafplaats Sint Barbara. In de Haagse Kloosterkerk werd op 29 maart een officiële herdenkingsdienst gehouden, waarbij onder meer prinses Beatrix, prins Claus, minister-president Dries van Agt en David Owen, de Britse minister van Buitenlandse Zaken, aanwezig waren. Als Brits ambassadeur in Nederland werd Sykes opgevolgd door Sir John Lang "Jock" Taylor (1924-2002).

## Plaquette
In 1980 is in de kerk van Sint-Michael in Wilsford cum Lake, in het Engelse graafschap Wiltshire, een kalkstenen plaquette onthuld ter nagedachtenis aan Richard Sykes. Op de steen staat de tekst:
Engels:

In loving memory of Richard Adam Sykes
KCMG MC, aged 58, soldier and diplomat,
shot by a terrorist 22 March 1979 while
serving as Her Britannic Majesty's
Ambassador to the Netherlands.
Beloved husband of Ann and father of
Phillip, Andrew and Rachel,
all of this parish

Vertaling:

In liefdevolle nagedachtenis aan Richard Adam Sykes
KCMG MC, 58 jaar oud, soldaat en diplomaat,
doodgeschoten door een terrorist 22 maart 1979,
dienst doend als Hare Britse Majesteits
Ambassadeur in Nederland.
Geliefde echtgenoot van Ann en vader van
Phillip, Andrew en Rachel,
allen van deze parochie.